# اچ‌ام‌اس کایرو (دی۸۷)
اچ‌ام‌اس کایرو (دی۸۷) (به انگلیسی: HMS Cairo (D87)) یک زیردریایی است که طول آن ۴۵۱٫۴ فوت (۱۳۷٫۶ متر) می‌باشد. این زیردریایی در سال ۱۹۱۸ ساخته شد.